# Санчи
Санчи (хинди साँची का स्तूप) — деревня в индийском штате Мадхья-Прадеш, в 46 км к северо-востоку от Бхопала, где сохранились выдающиеся памятники раннебуддийской архитектуры — храмы, ступы, монастыри.
Главной достопримечательностью Санчи является первая в истории ступа. Она была возведена по приказу императора Ашоки в III в. до н. э. На рельефах изображены не только индийцы, но и люди в греческих одеждах. Задуманная в качестве наглядного символа Колеса дхармы, ступа в Санчи послужила прообразом всех последующих ступ. Расположенная поблизости сорокатонная колонна Ашоки была привезена сюда из Чунара. На северных воротах ступы изображен самый древний образ Будды с ремнем «йога-патта».
В начале правления династии Шунга (II в. до н. э.) Великая ступа подверглась поруганию (если не полному сносу), однако вскоре была отстроена и расширена вдвое против первоначального размера. На исходе II в. до н. э. индо-греческий посол Гелиодор возвёл знаменитую колонну в пяти милях от ступы. Ещё через несколько десятилетий появилось четверо каменных ворот, украшенных изысканной резьбой.
Санчи продолжал оставаться крупным центром буддийского искусства до XII века, когда в центральной Индии утвердился ислам, а буддийские святыни стали приходить в упадок. Среди построек I-го тыс. н. э. особенной славой пользуется Храм № 17, датируемый V в. н. э., — один из самых ранних буддийских храмов Индии.
Заброшенные на протяжении столетий, памятники Санчи были вновь открыты и описаны англичанами в 1818 году. Сто лет спустя здесь открылся музей, а в 1989 году местные достопримечательности были занесены в Список всемирного наследия ЮНЕСКО.